# Victoria, România
Victoria este un oraș în județul Brașov, Transilvania, România.

## Localizare, descriere
Victoria se află la poalele Munților Făgăraș, la 30 de kilometri vest de municipiul Făgăraș. Așezarea, numită mai întâi Ucea Fabricii, s-a dezvoltat în jurul unei fabrici înființate în perioada interbelică de un grup de întreprinzători cehi. După instaurarea comunismului și extinderea uzinei chimice Ucea, localitatea a primit numele de Ucea Roșie și Ucea-Colonie. Din 1954, după moartea lui Stalin, poartă numele actual.
La recensământul din 1992 au fost numărați 10.142 de locuitori, în anul 2002 au fost recenzați 9.046 de locuitori, iar în 2011 7.386 de locuitori.
Victoria poate fi considerată o bază importantă pentru doritorii de ascensiuni montane, întrucât unele dintre cele mai înalte vârfuri ale Munților Făgăraș sunt la distanțe destul de mici de oraș (vârfurile Moldoveanu - 2543 m, Negoiu - 2535 m). În oraș există o importantă bază sportivă pe lângă ștrandul Viromet unde este amenajat și un camping.

## Economie
În orașul Victoria funcționează un combinat chimic. Inițial acesta a fost o uzină cehoslovacă (funcționa de prin anul 1937), apoi, după ocuparea Cehoslovaciei de către Germania nazistă, această uzină a trecut în proprietatea statului german. După război combinatul a avut pe rând numele SovromChim (era o întreprindere mixtă, sovieto-română, directorii fiind sovietici), Combinatul Chimic „I. V. Stalin”, iar după destalinizare, a purtat numele de „Combinatul Chimic Victoria”. După căderea comunismului și începerea privatizării, combinatul s-a dezmembrat în S.C. „Viromet” S.A. și S. C. Uzina Chimică R.A. În 1995, s-au pus bazele unei noi uzine chimice: S.C. „Virolite” S.A., cu capital american, proprietatea fraților Brodie (la origine evrei stabiliți în Statele Unite ale Americii), ramură a fabricii mamă Purolite LLC Company situată în Fort Lauderdale FL SUA. În prezent, această nouă uzină poartă numele de S.C. Purolite S.A. În aceasta fabrică s-a înființat și o secție pentru producția de materii prime pentru industria farmaceutică.
În orașul Victoria funcționează și alte întreprinderi și instituții (chimice, de construcții, de comerț, de proiectări, de IT, poștă, televiziune prin cablu și altele).
La Victoria există o sucursală a Băncii Comerciale Române (BCR), precum și una a Casei de Economii și Consemnațiuni (C.E.C.); sunt montate ATM-uri ale băncilor BCR, Raiffeisen Bank, C.E.C.

### Infrastructură
În oraș există rețele de apă curentă, canalizare, gaz metan, rețele de telefonie fixă, de televiziune prin cablu, șosele, cale ferată, internet broadband.

#### Transporturi
Pentru a ajunge la Victoria, se poate folosi DN1 (E68) dintre Făgăraș și Sibiu, iar de la Ucea de Jos, spre sud, 7 kilometri pe drumul județean 105C. Legătura cu calea ferată este dată prin stația Ucea, aflată pe magistrala CFR 200, care leagă Sibiul de Brașov.

## Demografie
Componența etnică a orașului Victoria
     Români (85,46%)
     Alte etnii (0,67%)
     Necunoscută (13,87%)
Componența confesională a orașului Victoria
     Ortodocși (82,1%)
     Alte religii (3,21%)
     Necunoscută (14,69%)
Conform recensământului efectuat în 2021, populația orașului Victoria se ridică la 6.446 de locuitori, în scădere față de recensământul anterior din 2011, când fuseseră înregistrați 7.386 de locuitori. Majoritatea locuitorilor sunt români (85,46%), iar pentru 13,87% nu se cunoaște apartenența etnică. Din punct de vedere confesional, majoritatea locuitorilor sunt ortodocși (82,1%), iar pentru 14,69% nu se cunoaște apartenența confesională.
Victoria - evoluția demografică

|  | Graficele sunt indisponibile din cauza unor probleme tehnice. Mai multe informații se găsesc la Phabricator și la wiki-ul MediaWiki. |

Date: Recensăminte sau birourile de statistică - grafică realizată de Wikipedia

## Politică și administrație
Orașul Victoria este administrat de un primar și un consiliu local compus din 15 consilieri. Primarul, Camelia Bertea[*], de la Partidul Social Democrat, este în funcție din 2020. Începând cu alegerile locale din 2024, consiliul local are următoarea componență pe partide politice:
|  | Partid                          | Consilieri | Componența Consiliului | Componența Consiliului | Componența Consiliului | Componența Consiliului | Componența Consiliului | Componența Consiliului | Componența Consiliului |
|  | ------------------------------- | ---------- | ---------------------- | ---------------------- | ---------------------- | ---------------------- | ---------------------- | ---------------------- | ---------------------- |
|  | Partidul Social Democrat        | 7          |                        |                        |                        |                        |                        |                        |                        |
|  | Alianța Dreapta Unită           | 4          |                        |                        |                        |                        |                        |                        |                        |
|  | Partidul Național Liberal       | 3          |                        |                        |                        |                        |                        |                        |                        |
|  | Alianța pentru Unirea Românilor | 1          |                        |                        |                        |                        |                        |                        |                        |

## Instituții școlare
În oraș există două școli de nivel liceal: Liceul Teoretic „Ion Codru Drăgușanu” și Colegiul Tehnic „Dr. Alexandru Bărbat”, precum și două grădinițe, cu orar prelungit.
Liceul Teoretic „Ion Codru Drăgușanu” a fost înființat în anul 1954, (ca urmare a unei adrese, din 28 iulie 1954, a Secției de Învățământ a Sfatului Popular Raional Făgăraș, regiunea Stalin), pe lângă Școala Elementară de 7 ani Ucea-Colonie, cu denumirea de Școala Medie Mixtă Victoria. În 1966 a primit numele de Liceul Teoretic Victoria, dar în anul 1978, ca urmare a unei decizii a guvernului comunist al vremii, liceul a fost desființat, elevii și personalul didactic trecând la Centrul Școlar Industrial de Chimie Victoria. După căderea regimului comunist a fost reînființat Liceul Teoretic Victoria, începând cu 1 septembrie 1990. În anul 1994 liceul a primit numele actual: Liceul Teoretic „Ion Codru Drăgușanu”. Din anul 2002 Școala Generală din oraș s-a integrat, prin absorbție, în Liceul Teoretic „Ion Codru Drăgușanu”. 
Liceul are 4 clădiri, cu peste 55 de săli de clasă, laboratoare de fizică, chimie, biologie, 2 laboratoare de informatică, 5 cabinete (de consiliere, de limbi străine), un Centru de Documentare și Informare (bibliotecă etc.), 9 birouri, 3 săli de sport, dintre care două au fost date în folosință în anul 2004. Aici activează cca 1000 de elevi și cca 100 de cadre didactice, dintre care vreo 35 au fost, altădată, elevi ai liceului. După reînființarea din 1990, elevii și absolvenții liceului (secțiile matematică-informatică și umanistă)
s-au evidențiat prin rezultate foarte bune, cele mai multe promoții având o promovabilitate de 100%, la Bacalaureat.
Elevii Liceului Teoretic „Ion Codru Drăgușanu” s-au evidențiat, de-a lungul anilor la concursurile școlare interne și europene [olimpiade (limba română, filosofie, limba franceză, limba engleză, geografie, matematică, biologie,...), competiții sportive (orientare turistică, karate, handbal, fotbal,...), artă plastică (icoane pe sticlă,...), concursurile Kangourou ș.a.m.d.].
În perioada 1992 - 2003, alături de clasele liceale, a funcționat și Școala Postliceală (contabilitate și tehnică de calcul).
Colegiul Tehnic „Dr. Alexandru Bărbat” este continuatorul Școlilor (Profesională și de Maiștri) pentru industria chimică, înființate în anul 1955. De-a lungul existenței sale această instituție de învățământ din Victoria a purtat și alte denumiri: Grupul Școlar Chimie Victoria, Centrul Școlar Industrial de Chimie Victoria. Din toamna anului 1972, s-a înființat și o clasă de liceu industrial (cu specialitatea laborante pentru industria chimică). Între anii 1978 și 1990, când Liceul Teoretic din oraș nu mai funcționa, elevii și cadrele didactice ale acestui liceu teoretic au trecut la Liceul Industrial de Chimie (din cadrul Centrului Școlar Industrial de Chimie Victoria). În cadrul acestui Centru Școlar Industrial de Chimie, au funcționat și o școală de ucenici, precum și o școală post-liceală. De la 4 noiembrie 2005, la împlinirea a 50 de învățământ tehnic și profesional, această instituție școlară poartă numele Colegiul Tehnic „Dr. Alexandru Bărbat”. În prezent, la Colegiul Tehnic „Dr. Alexandru Bărbat”, funcționează clase de liceu industrial (matematică - informatică, ș.a.), clase de școală de arte și meserii, precum și clase de școală post-liceală. Colegiul este dotat cu un număr corespunzător de săli de clase, laboratoare, cabinete de informatică, o seră, o sală de sport, ateliere de tâmplărie, de lăcătușărie, un Centru de Documentare și Informare (bibliotecă etc.) și altele.

De-a lungul vremii, elevii acestei instituții de învățământ s-au remarcat la concursurile școlare, pe discipline de învățământ sau meserii, sportive etc.

## Turism

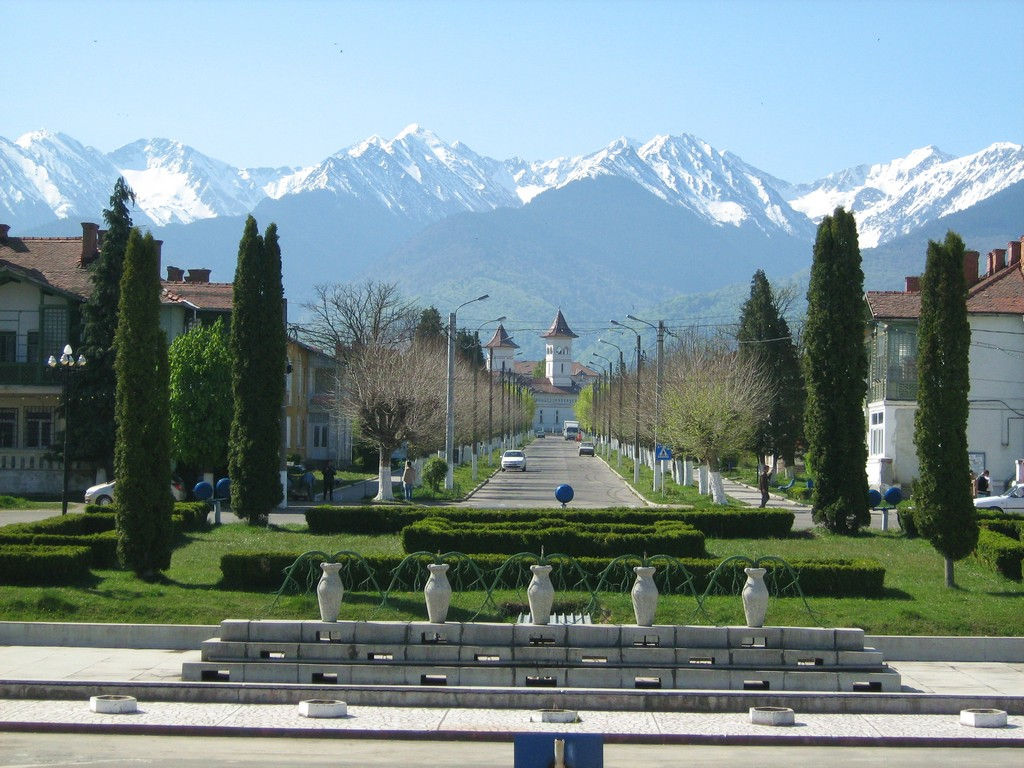
Vedere din oraș, 3 mai 2007;
în prim-plan: Fântână.

Panoramic al reliefului din Victoria

Victoria poate fi considerată o bază importantă pentru doritorii de ascensiuni montane, întrucât unele dintre cele mai înalte vârfuri ale Munților Făgăraș sunt la distanțe destul de apropiate de oraș (vârfurile Moldoveanu - 2543 m, Negoiu - 2535 m.) Cabanele montane aflate în apropierea orașului Victoria sunt Turnuri, Podragu, Valea Sâmbetei. Complexul Turistic Sâmbăta este, de asemenea, situat în apropierea orașului (la 20 de kilometri). Serviciul Salvamont din Victoria este de foarte bună calitate, fiind recunoscut ca atare, atât în țară, cât și în străinătate.
Orașul este dotat cu piscină, de calitate, inclusiv cu sauna. Vara, în incinta închisă a piscinei, turiștii care doresc să campeze pot monta corturi. În oraș se găsesc un hotel, restaurante etc.

## Culte
Primul lăcaș de cult din orașul Victoria a fost capela clandestină a inginerului Octavian Moisin, totodată preot greco-catolic. Aceasta a funcționat începând cu 21 iunie 1952, în perioada prigoanei comuniste, când Biserica Română Unită cu Roma era interzisă. În prezent există și o a doua capelă greco-catolică.
În oraș au fost ridicate după revoluția din 1989 trei biserici parohiale ortodoxe, una cu hramul „Sfinții Împărați Constantin și Elena”, alta cu hramul „Sfântul Proroc Ilie Tesviteanul”, iar a treia cu hramul „Sfânta Parascheva”. Există și o capelă ortodoxă cu hramul „Izvorul Tămăduirii”, situată în curtea Spitalului Orășenesc Victoria.
Mai există o biserică baptistă, o casă de rugăciune a cultului Adventist de Ziua a Șaptea și o casă de rugăciune a Bisericii Penticostale.

## Instituții sanitare
Fostul Spital Orășenesc Victoria (cu secții de boli interne, chirurgie, obstetrică-ginecologie, pediatrie, laborator, farmacie, urgențe, stație de salvare), devenit apoi Spital de Boli Cronice (cu secțiile boli cronice - interne, fizioterapie, pediatrie, laborator, farmacie) a fost desființat, prin hotărâre a Guvernului României, în primăvara anului 2011. În anii 2020, Spitalul Orășenesc Victoria a fost redeschis, după renovările și redotările necesare.
În Victoria își desfășoară activitatea o policlinică (cabinete stomatologice, laboratoare dentare, fizioterapie, cabinete ale medicilor de familie), precum și un cabinet medical școlar și o mică stație de salvare. În oraș există trei farmacii de circuit deschis, cabinete de neurologie, dermatologie, oftalmologie și de obstetrică-ginecologie.

## Instituții de ocrotire a minorilor
- Centrul de Plasament Azur a fost desființat în decembrie 2018. În aceeași clădire, din 2019 funcționează un centru de ocrotire a persoanelor cu dizabilități severe.

## Instituții de ocrotire a bătrânilor
- Complexul de Servicii Castanul este un azil de bătrâni, singurul, deocamdată, din Țara Făgărașului. Vârstnici din județul Brașov și din Țara Făgărașului, lipsiți de familie și care nu se mai pot întreține singuri, își pot duce aici zilele, beneficiind de îngrijire medicală atentă de specialitate, de hrană și de condiții de trai decente. Complexul este amenajat conform standardelor impuse de Uniunea Europeană și dispune de 30 de locuri.[13]

## Primari

### Primarii orașului Victoria, între 1954 - 1989[14]
Între 1954 și 1965, titulatura oficială era „Președinte al Sfatului Popular al orașului Victoria”.
| Prenumele și numele | Formațiunea politică  | Începerea mandatului | Încetarea mandatului de primar (motivul) |
| ------------------- | --------------------- | -------------------- | ---------------------------------------- |
| Dumitru Mihăiescu   | PMR                   | 28 aprilie 1954      | 1 februarie 1955                         |
| Ioan Chitic         | PMR                   | 1 februarie 1955     | 26 martie 1961                           |
| Nicolae Coțofană    | PMR -> PCR (din 1965) | 26 martie 1961       | februarie 1968                           |
| Victor Morariu      | PCR                   | martie 1968          | octombrie 1974                           |
| Ioan Glăjariu       | PCR                   | 9 octombrie 1974     | mai 1976                                 |
| Vasile Roșoiu       | PCR                   | mai 1976             | noiembrie 1982                           |
| Nicolae Breaz       | PCR                   | 6 noiembrie 1982     | august 1988                              |
| Victor Zamfirescu   | PCR                   | august 1988          | 26 decembrie 1989                        |

### Primarii orașului Victoria, după evenimentele din 1989[15]
| Numele și prenumele   | Formațiunea politică | Începerea mandatului | Încetarea mandatului de primar (motivul) |
| --------------------- | -------------------- | -------------------- | ---------------------------------------- |
| Băiulescu Ionel       | FSN                  | 8 ianuarie 1990      | 31 august 1990                           |
| Beca Olimpia          | FSN -> FDSN          | 1990                 | aprilie 1992                             |
| Olteanu Viorel Cornel | FDSN                 | 3 martie 1992        | 1996                                     |
| Olteanu Viorel Cornel | PSDT                 | 1996                 | 2000                                     |
| Olteanu Viorel Cornel | PUNR                 | 2000 (reales)        | 2004                                     |
| Olteanu Viorel Cornel | PSD                  | 2004 (reales)        | 2008                                     |
| Cristian Gheorghe     | PDL                  | 2008                 | 2012                                     |
| Cristian Gheorghe     | PDL                  | 2012 (reales)        | 2016                                     |
| Cristian Gheorghe     | PNL                  | 2016 (reales)        | 2020                                     |
| Camelia Bertea        | USR-PLUS -> PSD      | 2020                 | 2024                                     |
| Camelia Bertea        | PSD                  | 2024 (reales)        | 2028                                     |

## Monumente
- Fântână (autor necunoscut) înlocuiește Fântâna[24] (1965), de Constantin Lucaci
- Monumentul „Gânditorul erei atomice” / „Știința”[25] (1965), de Constantin Lucaci
- Placă memorială bilingvă, în română și georgiană, dedicată primului arhitect al orașului, Longinoz Sumbadze. Placa a fost dezvelită, într-un parc din zona mai veche a orașului, în prezența fiului acestuia, prof. univ. arhitect Nodar Sumbadze precum și a ambasadorului Georgiei la București,  Nikoloz Nikoloziashvili, la 20 septembrie 2019. Arhitectul Longinoz Sumbadze a realizat proiectul în 1946 și a fost pus în practică între 1948 și 1958.[26] Parcul unde este amplasată placa memorială, a primit numele de Parcul Prieteniei Româno-Georgiene, la 15 octombrie 2021, în prezența oficialităților locale române și georgiene, în persoana ambasadorului Georgiei la București.
- Monumentul Republicii Socialiste România (construit pe la sfârșitul anilor 1970 și mutat pe la sfârșitul anilor 2010), autor necunoscut. Monumentul, din marmură albă, reprezintă o femeie, în picioare, îmbrăcată în costum popular românesc, care poartă deasupra capului, ținută în mâini, Stema Republicii Socialiste România. În prezent monumentul este la circa 50 de metri în spatele vechiului amplasament, într-un loc mai puțin vizibil, peste drum de intrarea Palatului administrativ al Combinatului Chimic Victoria, denumit acum Viromet S.A., pe strada Aleea Uzinei 8.

## Personalități
- Mircea Florin Șandru (n. 1949), poet, scriitor, memorialist, antologator și jurnalist, membru al Uniunii Scriitorilor din România începând cu anul 1976, fost elev al Liceului Teoretic din orașul Victoria (1967-1972), pe care l-a absolvit ca șef de promoție;
- Laurica Lunca (1958 - 2015), handbalistă, stabilită ulterior în Spania.

## Mass-media
- RTT FM Victoria (92,80 Mhz)

## Orașe înfrățite
- Chevilly-Larue, Franța, din 1994;
- Doorn, Olanda, din noiembrie 2005;
- Lariano, Italia, din aprilie 2007.

## Galerie de imagini

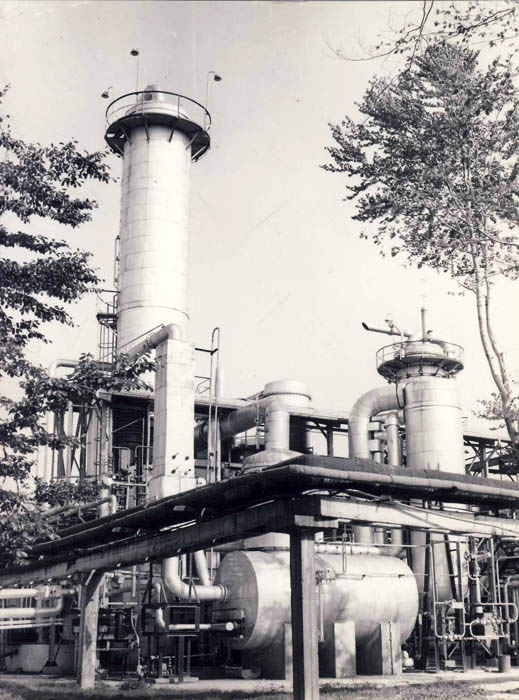
Instalația de formaldehidă din Combinatul Chimic „Victoria” (1964)
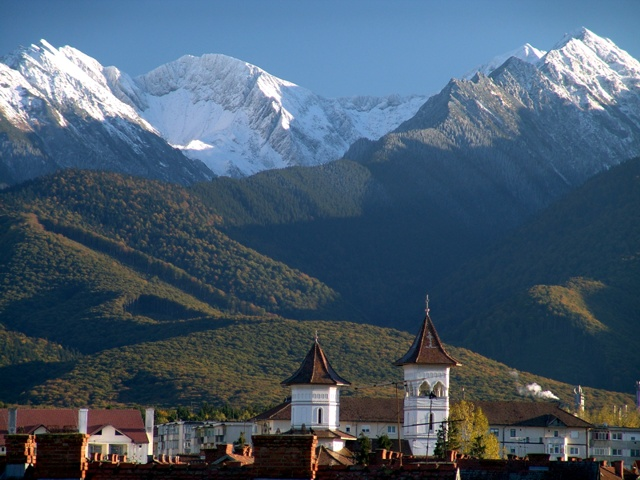
Vedere din orașul Victoria, spre Munții Făgărașului (2006)